# Rally Isla de Tenerife de 1981
El Rally Isla de Tenerife de 1981, oficialmente 13.º Rally Internacional Isla de Tenerife, fue la decimotercera edición y ronda de la temporada 1981 del Campeonato de España de Rally. Se celebró del 10 al 11 de octubre y contó con un itinerario de vetintisiete tramos que sumaban casi 200 km cronometrados.

## Clasificación final
| Pos. | Piloto                | Copiloto            | Automóvil            | Tiempo    | Diferencia |
| ---- | --------------------- | ------------------- | -------------------- | --------- | ---------- |
| 1.   | Beny Fernández        | José Luis Sala      | Porsche 911 SC       | 1:59:12.0 | 0.0        |
| 2.   | Enrique Villar        | Federico Garret     | Porsche 911 SC       | 2:02:12.0 | +3:00.0    |
| 3.   | Pablo de Sousa        | Guillermo Barreras  | SEAT 124             | 2:04:21.0 | +5:09.0    |
| 4.   | José Antonio González | Armando Pérez       | Talbot Sunbeam 424   | 2:08:57.0 | +9:45.0    |
| 5.   | Marc Etchebers        | José Manuel Marrero | Opel Ascona B 2.0 SR | 2:10:07.0 | +10:55.0   |
| 6.   | Melchor Dávila        | José A. Rodríguez   | Renault 5 Turbo      | 2:11:36.0 | +12:24.0   |
| 7.   | Pipo Couret           | Silvia Meléndez     | SEAT 124-1800        | 2:11:59.0 | +12:47.0   |
| 8.   | José Antonio Zorrilla | Begoña Kaibel       | SEAT 124-1800        | 2:12:51.0 | +13:39.0   |
| 9.   | Nono Domínguez        | Manuel Quintero     | Toyota Corolla GT    | 2:13:08.0 | +13:56.0   |
| 10.  | José Manuel Moreno    | José L. Chiyah      | Opel Kadett GT/E     | 2:13:34.0 | +14:22.0   |